# Odo Sullyjski
Odo Sullyjski (latinski Odo de Soliaco; † 1208.) bio je pariški biskup. 
Odo je bio sin Oda Archambauda i Matilde Baugencyjske, a sukobio se s francuskim kraljem Filipom II. kad je kralj htio poništenje svog braka. Kao klerik, Odo je pokušao zabraniti igranje šaha, a smatrao je da je potrebno regulirati proslavu Božića i „proslavu luda”. Odo je osnovao opatiju.